# برايان كلارك (لاعب كريكت)
برايان كلارك (3 سبتمبر 1964 في زيمبابوي - )  (بالإنجليزية: Brian Clark)‏ هو لاعب كريكت زيمبابوي. لعب مع Matabeleland cricket team ‏.